# Kegelheim
Kegelheim ist ein Gemeindeteil der Gemeinde Birgland im Landkreis Amberg-Sulzbach (Oberpfalz, Bayern).

## Geografie
Das Dorf liegt im Norden des Oberpfälzer Jura etwa neun Kilometer von dem ostnordöstlich liegenden Pfarrdorf Illschwang entfernt.

## Geschichte

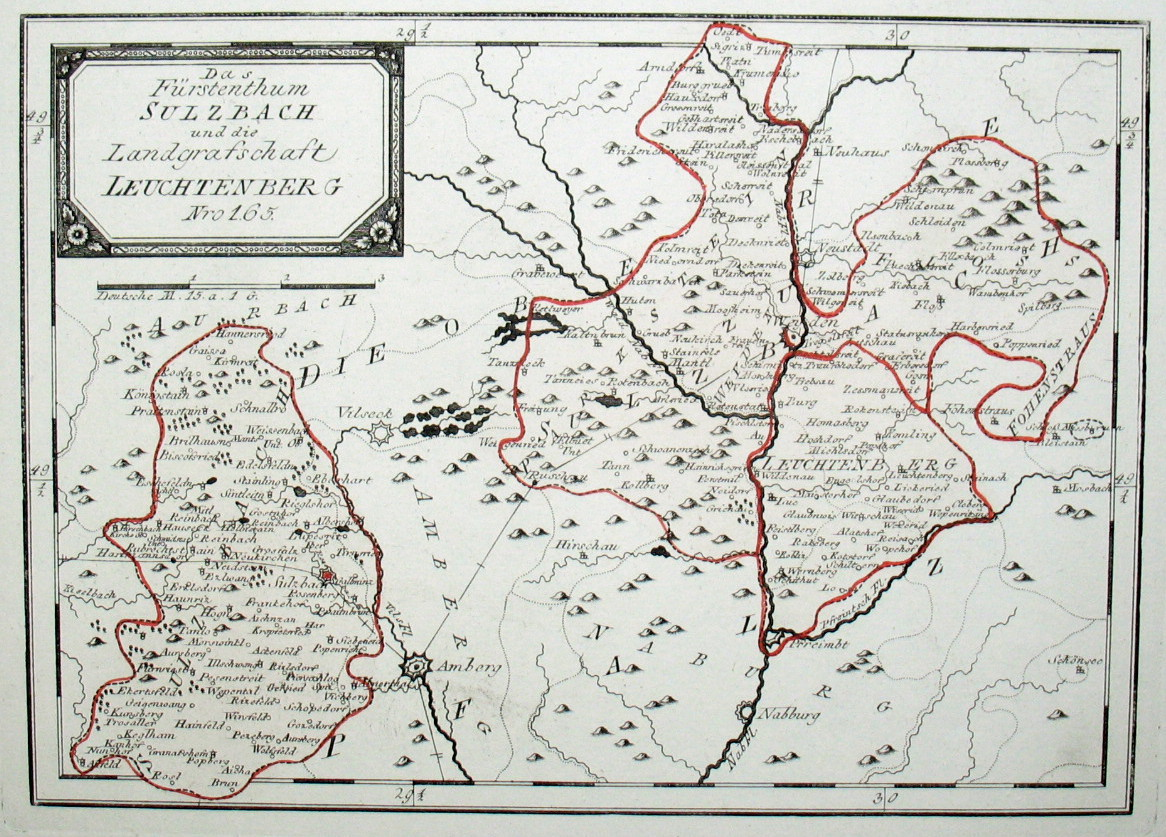
Das Territorium des Herzogtums Sulzbach mit dem Gebiet des Landrichteramtes Sulzbach im Südwesten

Zum Ende des Heiligen Römischen Reiches unterstand das bis 1777 kurpfälzische Dorf der Landeshoheit des Kurfürstentums Pfalzbaiern. Es gehörte dabei zum Landrichteramt Sulzbach, dem südwestlichen Teil des wittelsbachischen Herzogtums Sulzbach. Im Rahmen des im Herzogtum Sulzbach seit 1652 geltenden Simultaneums waren die evangelischen Einwohner des aus acht Anwesen bestehenden Ortes nach Fürnried gepfarrt, die katholischen Einwohner der Pfarrei in Heldmannsberg zugeordnet.
Durch die Verwaltungsreformen zu Beginn des 19. Jahrhunderts im Königreich Bayern wurde Kegelheim mit dem Zweiten Gemeindeedikt im Jahr 1818 ein Bestandteil der Ruralgemeinde Eckeltshof. Im Zuge der Gebietsreform in Bayern wurde Kegelheim zusammen mit der Gemeinde Eckeltshof am 1. Juli 1972 in die neu gebildete Flächengemeinde Birgland eingegliedert.

## Verkehr
Die aus dem Osten von Eckeltshof kommende Kreisstraße AS 36 durchquert den südlichen Ortsbereich und führt westwärts über die Landkreisgrenze hinweg als Kreisstraße LAU 26 nach Alfeld. Der ÖPNV bedient das Dorf an einer Haltestelle der Rufbuslinie 24 des VGN. Der am schnellsten erreichbare Bahnhof befindet sich in Sulzbach-Rosenberg an der Bahnstrecke Nürnberg–Schwandorf.